# 富士薬品 (広島県)
富士薬品株式会社（ふじやくひん）は、医薬品の卸売を中心とする日本の企業であった。現在はアルフレッサ ホールディングスグループの一社「ティーエスアルフレッサ」である。

## 概要
- 1945年（昭和20年）9月 - 韓国の中外製薬京城（現:ソウル）支店から引き揚げてきて同社の松永工場（現在は閉鎖）に勤務していた創業者の浦田盛が会社を退職し、1947年（昭和22年）4月に「不二薬品」を創業。
- 1949年（昭和24年）4月 -  「株式会社不二薬店」に商号変更。国立大竹病院・マツダ病院・広島赤十字・原爆病院・県立広島病院・広島逓信病院・広島記念病院・国立療養所原病院等の比較的大病院との取引関係が強く、開業医はそこそこで、薬局・薬店へは全くといってよいほど取り引きがない状態だった。その後、福山分室（広島県福山市御門町1-1-29）を開設。
- 1962年（昭和37年）2月 - 資本金を250万円に増資して「富士薬品株式会社」に商号変更。
- 1964年（昭和39年）10月 - 中外製薬の働きかけで「有限会社広島中央薬局」の卸部門に関する営業権を譲り受け、資本金を2,000万円に増資した。「中央薬局」の従業員40名の内20名が「富士薬品」に移籍した。
- 代表取締役社長に浦田盛、代表取締役副社長に山吉雙一が就任する。
- 八紅産業との合併直前の1965年（昭和40年）3月末の売上高は3億6,600万円であった。

## 会社概要
- 本社は広島県広島市八丁堀71
- 代表取締役社長　浦田盛

## 沿革
- 1947年（昭和22年）4月 - 「不二薬品」創業。
- 1949年（昭和24年）4月 - 「株式会社不二屋薬店」へ商号変更。
- 1952年（昭和27年）4月 - 資本金100万円で「有限会社富士薬品商会」設立。
  - 代表取締役社長・浦田盛　取締役・浦田一二三・枝広千一郎・金井春夫・遠部泰業・三宅福太郎　監査役・渡辺利忠・川地辰之介
- 1962年（昭和37年）2月 - 「有限会社富士薬品商会」から「富士薬品株式会社」へ商号変更
- 1964年（昭和39年）10月 - 「有限会社広島中央薬局」の卸部門を譲受し資本金1,000万円に増資
  - 代表取締役社長・浦田盛　代表取締役副社長・山吉雙一　取締役・山吉胎二・田川久三・枝広千一郎・金井春夫　監査役・川地辰之介
- 1965年（昭和40年）4月 - 広島県広島市の「八紅産業株式会社」と合併し「成和産業株式会社」（現：「ティーエスアルフレッサ株式会社」）に商号変更

## 営業所
- 広島市・福山市

## 主な取引メーカー
- 中外製薬
- 武田薬品
- 山之内製薬
- 明治商事
- 鳥居薬品
- 三共
- 第一製薬
- 興和新薬
- 台糖ファイザー
- 大塚製薬